# Alfredo Stroessner
Alfredo Stroessner Matiauda (ook gespeld Strössner of Strößner) (Encarnación, 3 november 1912 – Brasilia, 16 augustus 2006) was een Paraguayaans generaal en politicus die van 1954 tot 1989 als president van Paraguay er een feitelijke dictatuur vestigde. Hij was getrouwd met Eligia Mora.

## Achtergrond
Stroessner, bijgenaamd El Rubio ("De Blonde"), was de zoon van een Duitse vader (Hugo Stroessner) en een Paraguayaanse moeder (Heriberta Matiauda). Zijn vader was een uit Beieren uitgeweken koopman die in Encarnación, de toenmalige tweede stad van Paraguay, als boekhouder in een bierbrouwerij werkte. Zijn moeder stamde uit een oude Paraguayaanse Guaraní-indiaanse familie.

## Militaire carrière
Stroessner volgde een militaire opleiding. Op 17-jarige leeftijd trad hij toe tot het leger en als 19-jarige was hij luitenant. Tijdens de Chaco-oorlog met Bolivia (1932-1935) verdiende hij zijn sporen als een 'dapper en gedisciplineerd' officier en werd hij bevorderd tot commandant. In 1947 deed hij mee aan twee mislukte staatsgrepen. In 1948 werd hij op 36-jarige leeftijd bevorderd tot brigadegeneraal (hij was toen de jongste generaal van heel Zuid-Amerika). In 1951 werd hij door president Federico Chavez tot opperbevelhebber van het Paraguayaanse leger benoemd.

## Staatsgreep en dictatuur
In 1954 brak een conflict uit tussen het leger en de regering, dat door een staatsgreep op 4 mei 1954 door generaal Stroessner in het voordeel van het leger werd beslecht. Tijdens deze staatsgreep viel één dode. Het parlement koos na de staatsgreep Tomás Romero Pereira tot interim-president, totdat generaal Stroessner twee maanden later zelf het presidentschap op zich nam (namens de Coloradopartij).
De 35 jaar lange militaire dictatuur van generaal Stroessner (de langste in heel Zuid-Amerika) werd enerzijds gekenmerkt door repressie en anderzijds door een zekere economische vooruitgang. Met Brazilië bouwde Paraguay onder Stroessner de hypermoderne Itaipúdam. De elektriciteit die de dam opwekte werd een van de belangrijkste exportmiddelen van Paraguay. Stroessner stimuleerde de handel met andere (vooral rijke) landen en steunde de modernisering van zijn land.
Stroessners militaire dictatuur werd door het Westen getolereerd, omdat hij werd beschouwd als een bondgenoot in de strijd tegen het communisme. Via operatie Condor hielp de CIA hem aan het bewind te blijven. Paraguay werd onder Stroessner een toevluchtsoord voor gevluchte nazi-oorlogsmisdadigers. Ook in eigen land vond een brute onderdrukking plaats. Uit de in 1992 ontdekte terreurarchieven werd duidelijk dat onder zijn bewind 50.000 politieke tegenstanders om het leven zijn gebracht, 30.000 het slachtoffer zijn geworden van gedwongen verdwijning en 400.000 gevangen zijn gezet. Onder zijn bewind vond een genocide plaats tegen de Aché-indianen. 8000 Aché werden vermoord en de Achécultuur zo goed als uitgeroeid.
Stroessner werd in 1958, 1963, 1968, 1973, 1978, 1983 en 1988 "herkozen".

## Afzetting en ballingschap
Ofschoon een dictator, stond hij oppositiepartijen toe, hoewel deze bijna geen invloed hadden. Met de verbeteringen van de betrekkingen tussen Oost en West in de jaren 1980 en het feit dat er toen meer aandacht werd besteed aan de mensenrechten zag men het regime van Stroessner in het Westen liever verdwijnen. In 1989 brak er een ruzie uit tussen Stroessner en zijn Coloradopartij. Generaal Andrés Rodríguez pleegde op 3 februari 1989 een coup en dwong Stroessner in ballingschap te gaan.
De oostelijke stad Puerto Flor de Lis heette tijdens Stroessners bewind Puerto Presidente Stroessner, maar de naam werd na diens val gewijzigd in Ciudad del Este.
Hij overleed in augustus 2006 op 93-jarige leeftijd in de Braziliaanse hoofdstad Brasilia aan de gevolgen van een longontsteking.